# Veenweg (waterschap)
De Veenweg is een voormalig wegwaterschap in de provincie Groningen.
In 1939 vroegen eigenaren rond Laudermarke om de oprichting van een waterschap om zo'n 20 km weg te verharden. Het waterschap werd in 1942 opgericht. De voorgestelde naam Laudermarke haalde het niet.